# Нирасаки
Нирасаки (на японски: 韮崎市) е град в префектура Яманаши, централна Япония. Населението му е около 32 100 души (2012).
Разположен е на 345 m надморска височина на остров Хоншу, на 125 километра западно от центъра на Токио и на 150 километра североизточно от Нагоя. В миналото селището е владение на клана Такеда и през периода Едо се управлява пряко от шогуните Токугава. Получава статут на град през 1892 година, а през 1954 година към него са присъединени десет съседни села.

## Известни личности
Родени в Нирасаки
- Сатоши Омура (р. 1935), биохимик